# Tom Feister
Tom Feister (prononciation : /fi:stər/) (né le 8 novembre 1973) est un dessinateur de bande dessinée, illustrateur et animateur américain. Il est principalement connu pour ses couvertures et comme encreur des 26 premiers numéros d'Ex Machina (2002-2007), comics à succès de Brian K. Vaughan et Tony Harris.

## Prix et récompenses
- 2005 : Prix Eisner de la meilleure nouvelle série pour Ex Machina (avec Brian K. Vaughan et Tony Harris)